# Louis Melville Milne-Thomson
Louis Melville Milne-Thomson CBE (Ealing, Londres, 1 de maio de 1891 – Sevenoaks, 21 de agosto de 1974) foi um matemático inglês, que publicou diversos livros-texto clássicos sobre matemática aplicada, incluindo The Calculus of Finite Differences, Theoretical Hydrodynamics e Theoretical Aerodynamics. É também conhecido por desenvolver diversas tabelas matemáticas, como as tabelas de funções elípticas de Jacobi. Foi Commander of the Order of the British Empire (CBE) em 1952.
Em 1933 Milne-Thomson publicou seu primeiro livro, The Calculus of Finite Differences, que tornou-se um livro-texto clássico. Na metade da década de 1930 Milne-Thomson passou a interessar-se por hidrodinâmica e depois em aerodinâmica. Isto levou à publicação de dois populares livros-texto, Theoretical Hydrodynamics e Theoretical Aerodynamics.
Foi palestrante do Congresso Internacional de Matemáticos em Bolonha (1928) e Zurique (1932).